# 폴로 셔츠

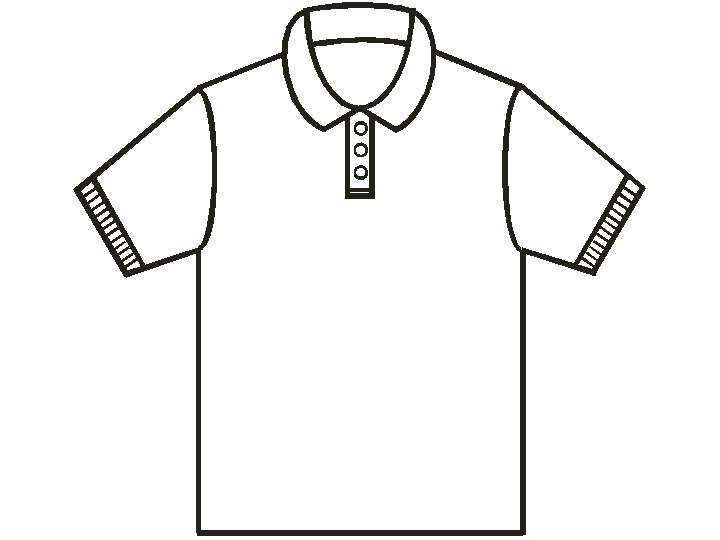
폴로셔츠 아웃라인

폴로셔츠(영어: polo shirt) 또는 테니스 셔츠는 반 소매 셔츠로, 기본적으로는 옷깃 부분에 1개 ~ 4개 정도의 단추가 있다.
칼라가 있는 형태의 셔츠이다. 폴로셔츠는 일반적으로 반팔이지만 길 수도 있다. 이것들은 원래 1859년 인도와 1920년대 영국에서 폴로 선수들이 사용했다.
폴로셔츠는 일반적으로 니트 면(직조 천이 아닌), 일반적으로 피케 니트 또는 덜 일반적으로 인터록 니트(후자는 피마 면 폴로와 함께 자주 사용됨) 또는 실크와 같은 다른 섬유를 사용하여 만들어진다. 양모, 합성 섬유 또는 천연 섬유와 합성 섬유의 혼합 형태로 되어있다. 드레스 길이 버전의 셔츠는 폴로 드레스라고 부른다.